# 犯罪被害者等支援条例
犯罪被害者等支援条例（はんざいひがいしゃとうしえんじょうれい）とは犯罪被害者等を支援するための地方自治体の条例。

## 概要
犯罪に巻き込まれた被害者について、支援金を支給する他、自治体が相談窓口を設置して対応することや裁判手続き費用について無利子貸付する制度などを規定している。犯罪等を誘発した被害者については除外規定が設けられている。
犯罪被害者等に対して支援金支給に関する地方自治体の条例については埼玉県蕨市が1972年に制定した「蕨市災害見舞金及び弔慰金の贈呈に関する条例」が最初とされる。蕨市では「第三者によって加えられた人為的行為により死亡し、または重傷を負った者」に弔慰金などを支給することを規定していた。その後、長野県松本市では平成8年（1996年）に「松本市サリン事件等被害者健康管理基金条例」では寄付金と一般会計からの繰入金をもって基金を積み立て、平成6年（1994年）にオウム真理教が起こした松本サリン事件の被害者に対して基金から弔慰金が支給することを規定している。

## 歴史・活用
被害者を冠した条例としては埼玉県嵐山町が平成11年（1999年）に制定した「嵐山町犯罪被害者など支援条例」が最初とされる。
その後、犯罪被害者支援に関する条例は全国に広まり、平成16年（2004年）に宮城県が都道府県として初めて制定された。
平成24年（2012年）4月、岡山県と県内全27自治体で犯罪被害者等支援条例が県と全市町村で施行された。一都道府県及び域内全市町村で犯罪被害者等支援条例が施行されたのは全国初。
平成24年（2014年）4月、兵庫県明石市で遺族から加害者に対する最大300万円分の求償権を譲り受け、加害者の財産を差し押さえて徴収していくことで賠償金の一部を立て替える制度を盛り込んだ改正条例を制定した。

## 47都道府県の条例
2024年現在、47都道府県全てで犯罪被害者支援の条例が制定されている。
| 県       | 条例名                                                           |
| -------- | ---------------------------------------------------------------- |
| 北海道   | 北海道犯罪被害者等支援条例                                       |
| 青森県   | 青森県犯罪被害者等支援条例                                       |
| 岩手県   | 犯罪被害者等支援条例                                             |
| 宮城県   | 犯罪被害者等支援条例                                             |
| 秋田県   | 秋田県犯罪被害者等支援条例                                       |
| 山形県   | 山形県犯罪被害者等支援条例                                       |
| 福島県   | 福島県犯罪被害者等支援条例                                       |
| 茨城県   | 茨城県犯罪被害者等支援条例                                       |
| 栃木県   | 栃木県犯罪被害者等支援条例                                       |
| 群馬県   | 群馬県犯罪被害者等支援条例                                       |
| 埼玉県   | 埼玉県犯罪被害者等支援条例                                       |
| 千葉県   | 千葉県犯罪被害者等支援条例                                       |
| 東京都   | 東京都犯罪被害者等支援条例                                       |
| 神奈川県 | 神奈川県犯罪被害者等支援条例                                     |
| 新潟県   | 新潟県犯罪被害者等支援条例                                       |
| 富山県   | 富山県犯罪被害者等支援条例                                       |
| 石川県   | 石川県犯罪被害者等支援条例                                       |
| 福井県   | 福井県犯罪被害者等支援条例                                       |
| 山梨県   | 山梨県犯罪被害者等支援条例                                       |
| 長野県   | 長野県犯罪被害者等支援条例                                       |
| 岐阜県   | 岐阜県犯罪被害者等支援条例                                       |
| 静岡県   | 静岡県犯罪被害者等支援条例                                       |
| 愛知県   | 愛知県犯罪被害者等支援条例                                       |
| 三重県   | 三重県犯罪被害者等支援条例                                       |
| 滋賀県   | 滋賀県犯罪被害者等支援条例                                       |
| 京都府   | 京都府犯罪被害者等支援条例                                       |
| 大阪府   | 大阪府犯罪被害者等支援条例                                       |
| 兵庫県   | 犯罪被害者等の権利利益の保護等を図るための施策の推進に関する条例 |
| 奈良県   | 奈良県犯罪被害者等支援条例                                       |
| 和歌山県 | 和歌山県犯罪被害者等支援条例                                     |
| 鳥取県   | 鳥取県犯罪のないまちづくり推進条例                               |
| 島根県   | 島根県犯罪被害者等支援条例                                       |
| 岡山県   | 岡山県犯罪被害者等支援条例                                       |
| 広島県   | 広島県犯罪被害者等支援条例                                       |
| 山口県   | 山口県犯罪被害者等支援条例                                       |
| 徳島県   | 徳島県犯罪被害者等支援条例                                       |
| 香川県   | 香川県犯罪被害者等支援条例                                       |
| 愛媛県   | 愛媛県犯罪被害者等支援条例                                       |
| 高知県   | 高知県犯罪被害者等支援条例                                       |
| 福岡県   | 福岡県犯罪被害者等支援条例                                       |
| 佐賀県   | 佐賀県犯罪被害者等支援条例                                       |
| 長崎県   | 長崎県犯罪被害者等支援条例                                       |
| 熊本県   | 熊本県犯罪被害者等支援条例                                       |
| 大分県   | 大分県犯罪被害者等支援条例                                       |
| 宮崎県   | 宮崎県犯罪被害者等支援条例                                       |
| 鹿児島県 | 鹿児島県犯罪被害者等支援条例                                     |
| 沖縄県   | 沖縄県犯罪被害者等支援条例                                       |